# Vartry
Le Vartry (en irlandais : Abhainn Fheartraí) est un fleuve coulant entièrement dans le comté de Wicklow en Irlande. Il a été le premier d'Irlande, dans les années 1860, à accueillir un barrage afin de créer le réservoir Vartry dans le but d'alimenter la région de Dublin en eau potable.